# Rua Jerônimo Monteiro, 59
O Edifício na Rua Jerônimo Monteiro nº 59, em Santa Leopoldina, é um bem cultural tombado pelo Conselho Estadual de Cultura do Espírito Santo, inscrição no Livro do Tombo Histórico sob o nº 32 a 68, folhas 4v a 7v.

## Importância
No livro "Arquitetura: Patrimônio Cultural do Espírito Santo", publicado pela Secretaria de Cultura do Espírito Santo em 2009, o edifício é descrito como "uma pequena chácara", "implantada em amplo terreno, em situação urbana de transição entre as ruas do Comércio e Jerônimo Monteiro". Faz parte de um conjunto de casas na mesma rua, em Santa Leopoldina, construídas no primeiro quarto do século XX. Sua descrição é: "Um volume de base retangular de pavimento único, o edifício tem sua fachada urbana voltada para um peque- no jardim delimitado por muro em alvenaria e gradil metálico. Em sua configuração original, a casa tem acesso pela varanda lateral, ambiente intermediário entre o mundo da rua e da casa voltado para o que outrora deve ter sido um límpido afluente do rio Santa Maria. Assim, o edifício tem seu valor determinado pelo caráter inova- dor de sua implantação, sugestiva, por sua vez, do dominante papel dos numerosos vãos de janela. Valorizadas com a aplicação de molduras em alto e baixo relevo de eclética referência histórica, junto com a configuração da cobertura, as janelas são as principais responsáveis pelo “ar romântico” que envolve a residência".

## Tombamento
O edifício foi objeto de um tombamento de patrimônio cultural pelo Conselho Estadual de Cultura, de número 05, em 30 de julho de 1983, Inscr. nº 32 a 68, folhas 4v a 7v. O processo de tombamento inclui quase quarenta imóveis históricos de Santa Leopoldina. No ato de tombamento, é listado como proprietário Deoclecino Dutra.
O tombamento desse edifício e outros bens culturais de Santa Leopoldina foi principalmente decorrente da resolução número 01 de 1983, em que foram aprovadas normas sobre o tombamento de bens de domínio privado, pertencentes a pessoas naturais ou jurídicas, inclusive ordens ou instituições religiosas, e de domínio público, pertencentes ao Estado e Municípios, no Espírito Santo. Nessa norma foi estabelecido que, entre outros pontos:
- "O tombamento de bens se inicia por deliberação do CEC “ex-offício”, ou por provocação do proprietário ou de qualquer pessoa, natural ou jurídica, e será precedido, obrigatoriamente, de processo", ponto 3;
- "Em se tratando de bem(s) pertencente(s) a particular(es), cujo tombamento tenha caráter compulsório, e aprovado o tombamento, o Presidente do CEC expedirá a notificação de que trata o artigo 5°. I do Decreto n° 636-N, de 28.02.75, ao interessado que terá o prazo de 15(quinze) dias, a contar do seu recebimento, para anuir ou impugnar o tombamento", ponto 12.[3]

As resoluções tiveram como motivador a preservação histórico-cultural de Santa Leopoldina contra a especulação imobiliária, que levou à destruição de bens culturais à época.